# Ośródka

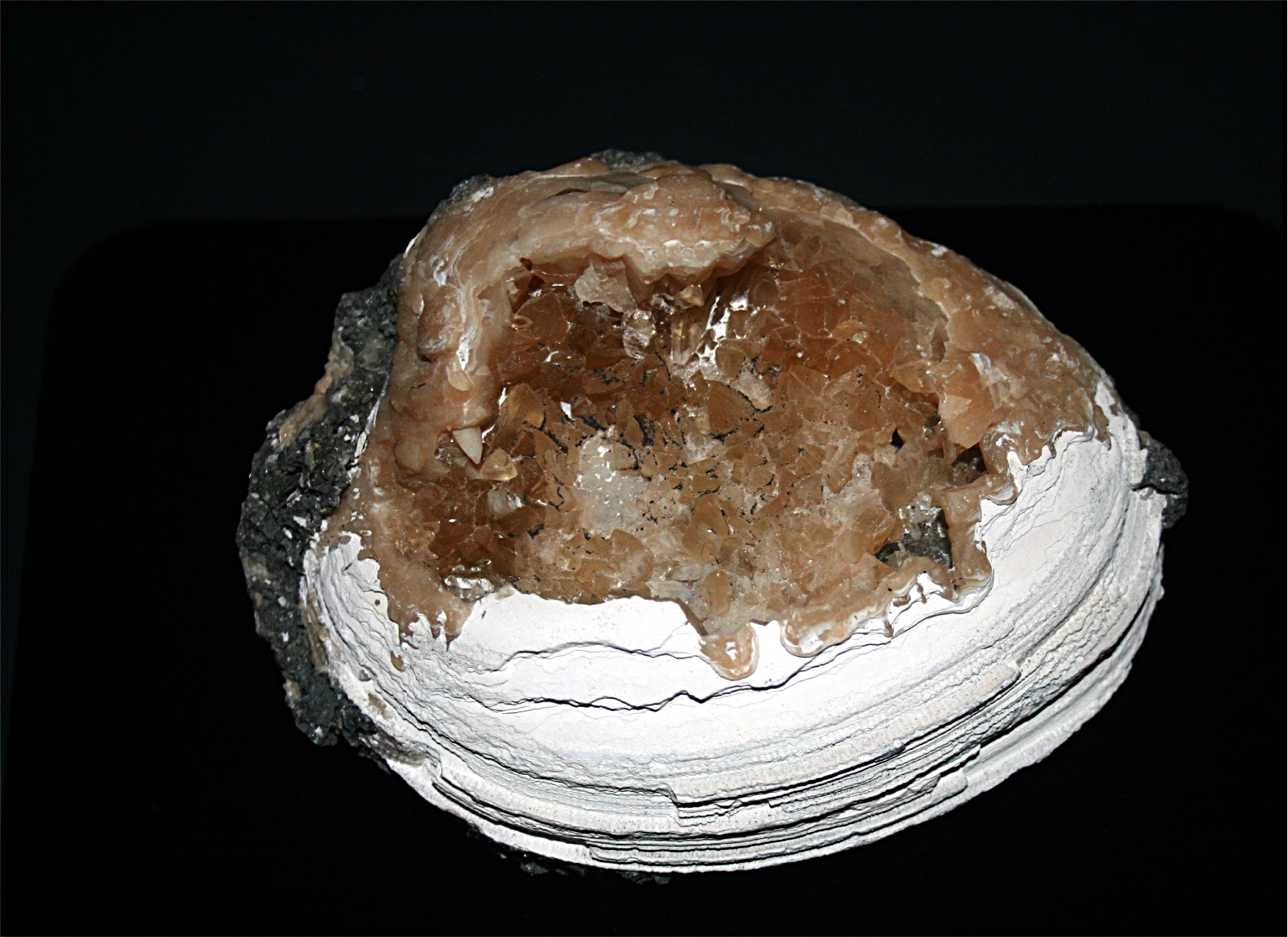
Fragment skamieniałej muszli wypełnionej kalcytem

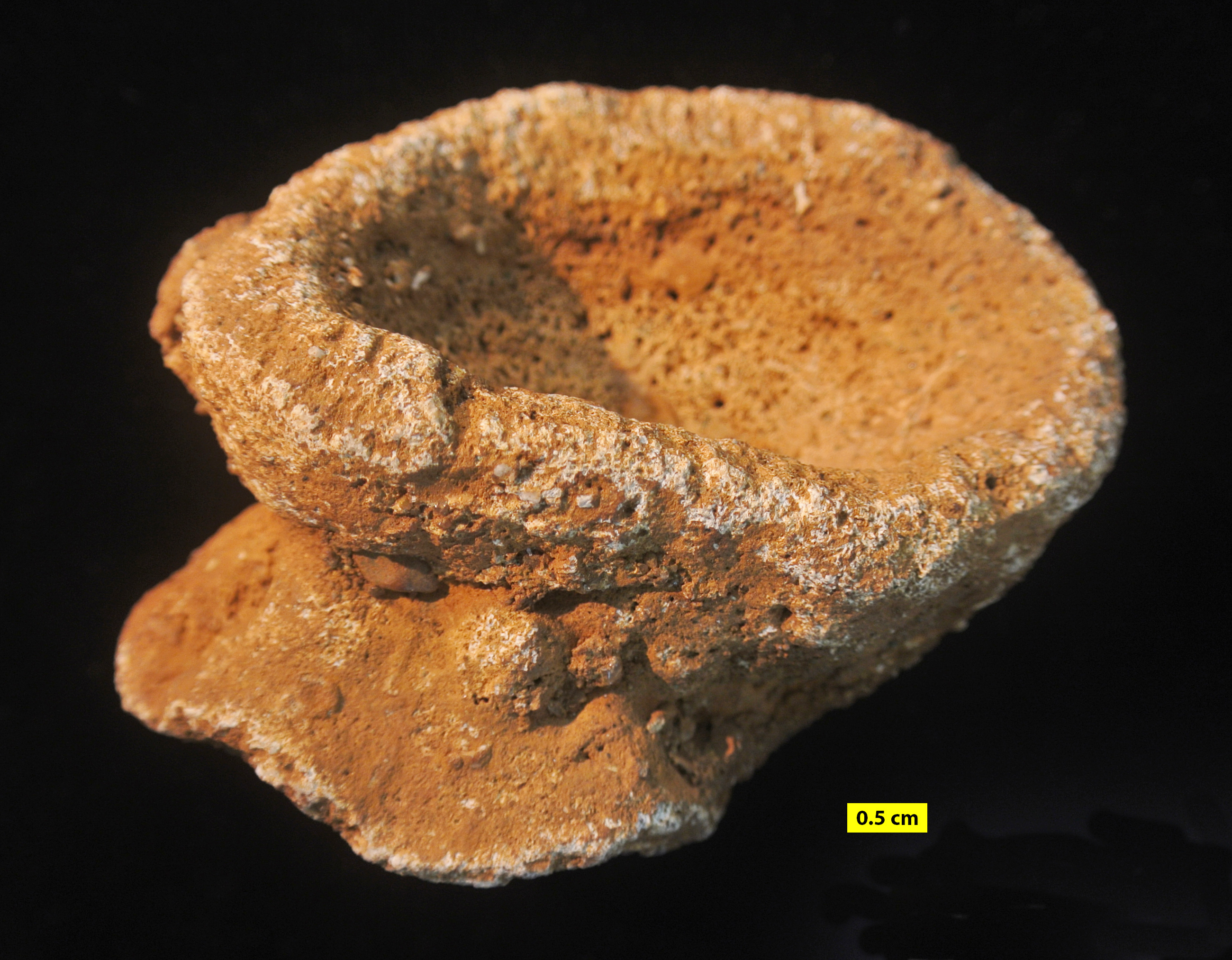
Ośródka gąbki Raphidonema faringdonense, Anglia

Ośródka – typ skamieniałości, będący formą naturalnego odlewu pustych przestrzeni po wytrawionych elementach twardych skamieniałości właściwych lub po częściach miękkich organizmów. Warunkiem powstawania ośródek jest wcześniejsza lityfikacja skały otaczającej skamieniałość. Puste przestrzenie wypełnione mogą być drobnoziarnistym osadem lub, wykrystalizowanymi w tych przestrzeniach, minerałami (np. kalcytem).
W zależności od rodzaju wypełnienia wyróżnia się:
- ośródki wewnętrzne – wypełnienia pustych przestrzeni po częściach miękkich lub jamach ciała, powstające przed wytrawieniem zewnętrznych (osłaniających je) elementów twardych, takich jak skorupki mięczaków (szczególnie amonitów, ślimaków, małży), rzadziej ramienionogów, pancerzyki stawonogów oraz niektórych szkarłupni. Ośródki wewnętrzne odwzorowują morfologię wewnętrznych powierzchni części twardych organizmów.
- ośródki zewnętrzne – wypełnienia pustych przestrzeni powstałych po wytrawieniu elementów twardych, odwzorowujące morfologię zewnętrzną tych elementów, zachowaną w postaci odcisków. Jeśli przed powstaniem ośródki zewnętrznej doszło do wykształcenia ośródki wewnętrznej, występuje wtedy wyraźna powierzchnia nieciągłości między nimi. Jeśli ośródka wewnętrzna nie została wcześniej utworzona, powierzchni nieciągłości nie ma a odlew wypełnia puste przestrzenie po częściach miękkich oraz po częściach twardych. Ośródki zewnętrzne najczęściej związane są z organizmami, które mają elementy twarde zbudowane z aragonitu lub kalcytu. W postaci ośródek zewnętrznych zachowane są również niektóre skamieniałości śladowe – ślady żerowania, jamki mieszkalne oraz koprolity.